# Anja Reschke

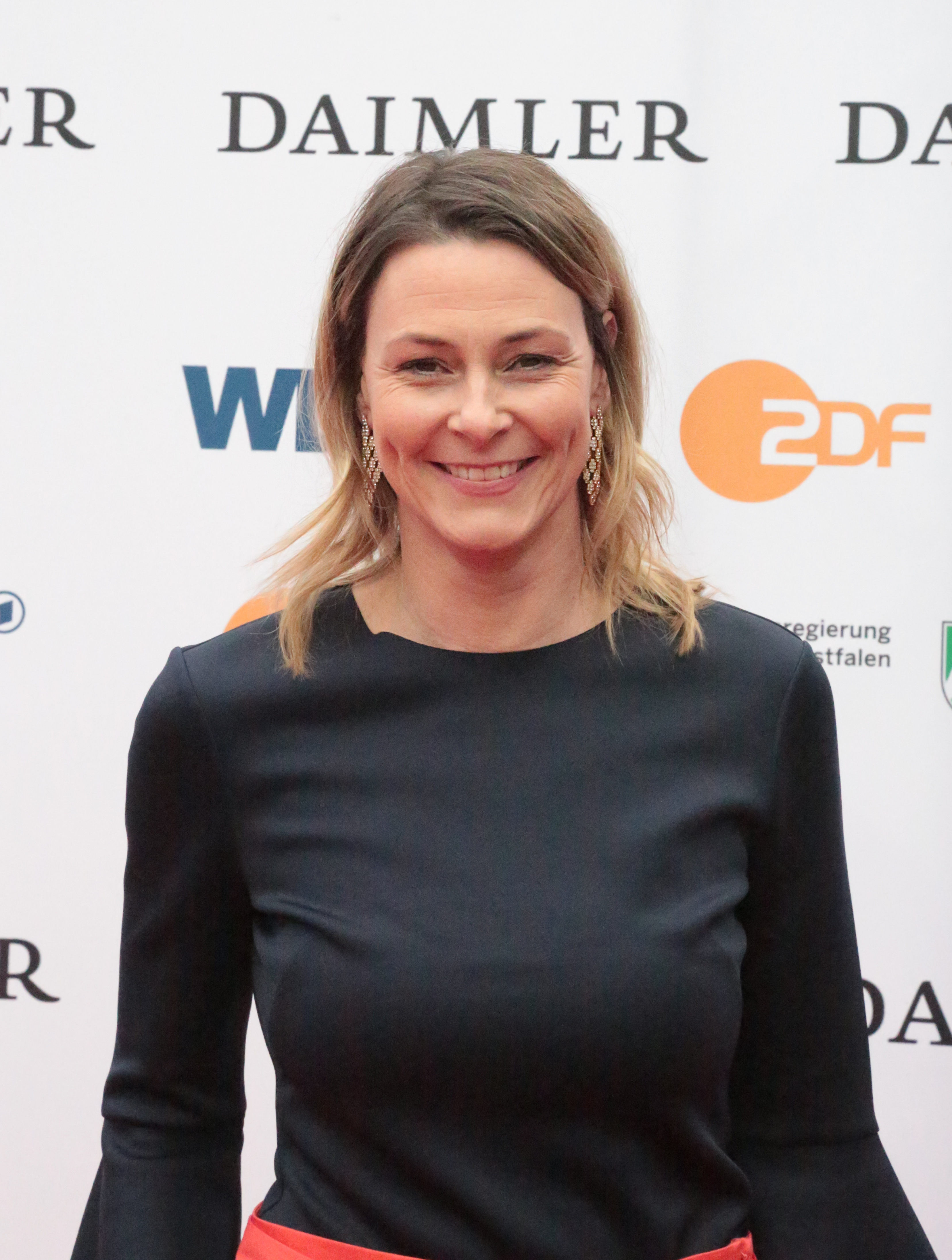
Anja Reschke (2018)

Anja Reschke (* 7. Oktober 1972 in München) ist eine deutsche Journalistin, Publizistin und Fernsehmoderatorin. Seit 2001 moderiert sie das Fernsehmagazin Panorama für den Norddeutschen Rundfunk, von 2015 an leitet sie dessen Abteilung Innenpolitik. 2023 begann ihre Reihe Reschke Fernsehen in der ARD.

## Leben und Karriere

### Werdegang
Reschke wurde 1972 in München geboren. Neben ihrem Studium der Politikwissenschaft mit den Nebenfächern Geschichte und Sozialpsychologie an der Ludwig-Maximilians-Universität München, das sie 1998 mit dem Magister artium abschloss, arbeitete sie ab 1993 fünf Jahre lang als freie Reporterin bei dem Hörfunksender Antenne Bayern. Von 1998 bis 2000 volontierte sie beim NDR.
Ab 2000 war Reschke als freie Autorin für Panorama, Extra 3 und NDR aktuell tätig. Seit Juli 2001 moderiert sie das Fernsehmagazin Panorama und ist als investigative Reporterin des NDR-Reportagemagazins Panorama – die Reporter tätig. Anfang der 2000er-Jahre moderierte sie mehrfach das Satiremagazin Extra 3 und Sondersendungen im NDR Fernsehen. Sie war über 10 Jahre Mitglied des Rateteams der Spielshow strassenstars im Hessischen Rundfunk. Von 2002 bis 2019 gehörte Reschke zum Moderatorenteam des NDR Medienmagazins Zapp. 2011 veröffentlichte sie zum 50. Jubiläum von Panorama das Buch Die Unbequemen. Wie Panorama die Republik verändert hat. Seit November 2011 ist sie im Ersten mit dem Format Wissen vor 8 – Zukunft zu sehen. Im Januar 2015 wurde sie Leiterin der Abteilung Innenpolitik im Programmbereich Zeitgeschehen/Fernsehen des NDR und damit auch Chefin der Sendungen Panorama und Zapp, wobei sie die Moderation des letztgenannten Formats im April 2019 abgab. Sie entwickelte für die Jugendplattform Funk ein investigatives Format für Panorama namens STRG F, das auf YouTube zu sehen ist.
Im August 2015 konstatierte Reschke in einem Kommentar der Tagesthemen „Hetze gegen Flüchtlinge“ innerhalb der deutschen Gesellschaft und forderte, jeder müsse jetzt „Haltung zeigen“. Mit 3,9 Millionen Views innerhalb eines Tages verbreitete er sich viral im Netz. Anschließend geriet sie laut Einschätzung des Tagesspiegels in einen Strudel aus Beleidigungen und Hass.
Als Nachfolgerin von Katja Wildermuth übernahm sie im August 2019 den Programmbereich Kultur und Dokumentation im NDR Fernsehen, zu dem neben den Kulturformaten auch alle Langformate des NDR im Ersten, Dritten und bei Arte gehören. Die Leitung des Bereiches gab sie 2022 zugunsten ihrer Show Reschke Fernsehen ab.
Von April bis Juni 2020 moderierte sie für das NDR Fernsehen den After Corona Club. In den 20-minütigen Sendungen sprach sie mittels Videokonferenzdiensten mit Fachleuten aus Psychologie, Wirtschaft, Soziologie, Politik, Wissenschaft und Medizin über die Auswirkungen der COVID-19-Pandemie. Der NDR bezeichnet die Sendung als Debattierclub für „Prognosen, Visionen, Einschätzungen und auch Forderungen“.
Seit dem 1. April 2021 moderiert sie im Wechsel mit Michail Paweletz den Faktenfinder-Podcast der Tagesschau.
Im Sommer 2021 gab der NDR bekannt, dass Reschke eine eigene Show im Ersten bekommen werde. Die Reihe begann am 2. Februar 2023 in der ARD unter dem Titel Reschke Fernsehen, für das Jahr 2023 sind zwölf Ausgaben geplant. Der Name geht auf eine Äußerung des AfD-Politikers Alexander Gauland zurück, der 2016 die Haltung bestimmter Formate der öffentlich-rechtlichen Sender zur Flüchtlingskrise in der Talkshow hart aber fair als „Reschke-Fernsehen“ bezeichnet hatte. Ursprünglich war der Name Achtung, Reschke! geplant gewesen, da im Juli 2022 jedoch Julian Reichelt den YouTube-Kanal Achtung, Reichelt! gründete, ist diese Idee verworfen worden.

### Weitere Engagements
Von 2003 bis 2007 war Reschke Vorstandsmitglied beim Netzwerk Recherche, einer Vereinigung für investigativen Journalismus. Seit 2009 ist sie Botschafterin der Stiftung RobinAid für medizinische Hilfe in Krisengebieten und seit 2012 Jurorin beim Henri-Nannen-Preis. Zudem ist sie in der Jury des Reporterpreises sowie des Civis Medienpreises und seit 2015 ist sie im Programmbeirat der Civis Medienstiftung.
Seit 2020 ist sie im Vorstand der Hamburger Stiftung für politisch Verfolgte. Im Oktober 2020 wurde sie in den Hochschulrat der Europa-Universität Flensburg gewählt.

### Familie
Reschke ist eine Tochter des Professors für Wirtschaftswissenschaften Hasso Reschke. Sie ist mit dem NDR-Sportreporter Henning Rütten verheiratet und Mutter von zwei Kindern.

## Auszeichnungen

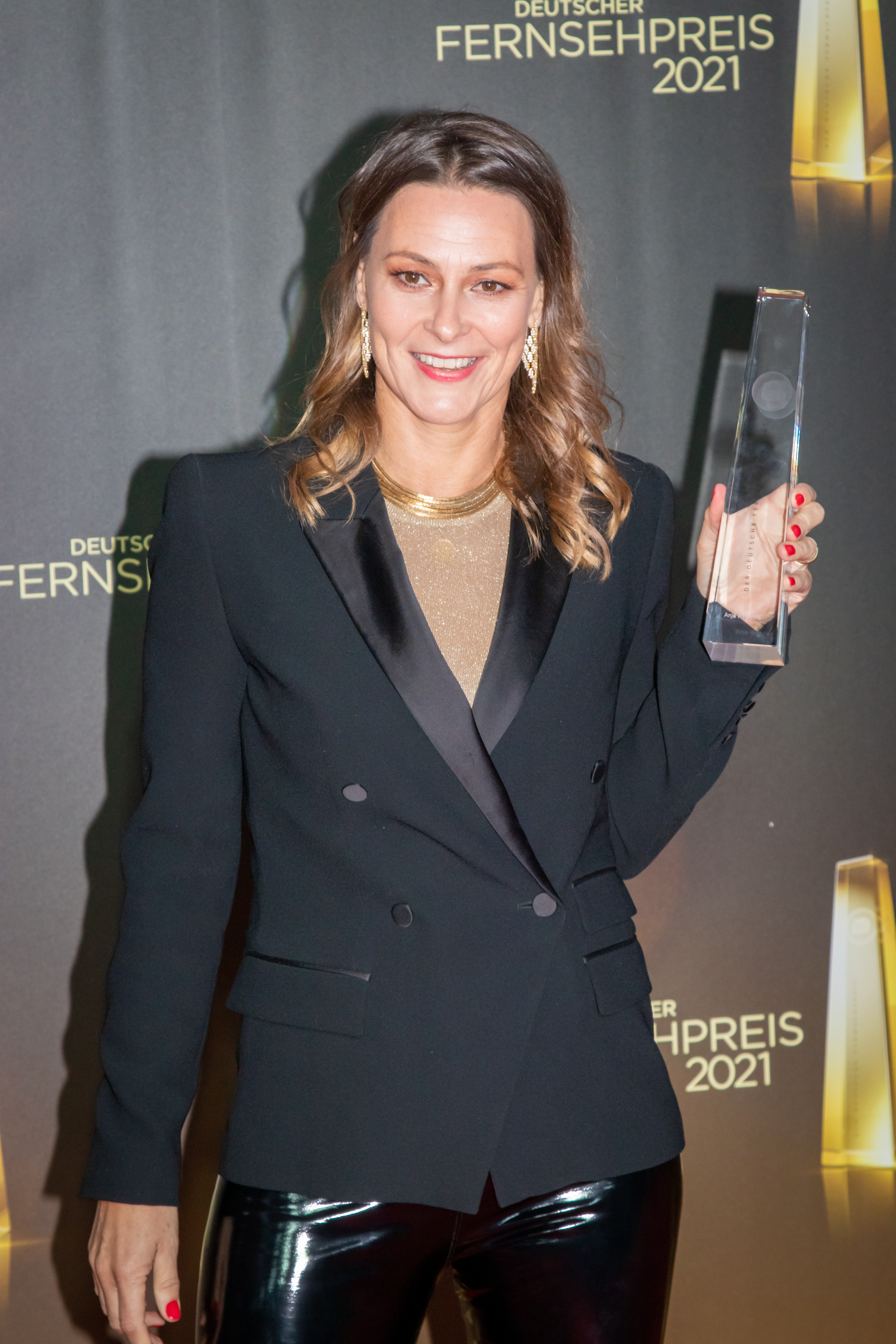
Anja Reschke mit dem Deutschen Fernsehpreis 2021

- 2000: 3. Preis des Axel-Springer-Preises für junge Journalisten für Politiker und die Zweitwohnungssteuer
- 2011: BVKJ-Medienpreis für Das Märchen von der Chancengleichheit (gemeinsam mit dem Redaktionsteam des Reportageformats „Panorama - die Reporter“)
- 2013: Wissen vor acht erhält Rudolf-Diesel-Medaille
- 2015: Journalistin des Jahres (Medium Magazin)[23]
- 2016: Nominiert für den Deutschen Fernsehpreis für ihren Kommentar in der Tagesthemen-Sendung vom 5. August 2015[24]
- 2016: Barbara-Künkelin-Preis[25]
- 2016: Martini-Preis des SPD-Unterbezirks Südpfalz[26]
- 2018: Helmut-Frenz-Preis für ihre „mutigen Berichte über gesellschaftliche Themen und Missstände“.
- 2018: Hanns-Joachim-Friedrichs-Preis: Sie zeige „Toleranz ohne Beliebigkeit und Stehvermögen ohne Sturheit“.[27]
- 2018: Hildegard-von-Bingen-Preis für Publizistik
- 2019: Siebenpfeiffer-Preis
- 2021: Deutscher Fernsehpreis für Beste Moderation/Einzelleistung Information[28]

## Filmografie (Auswahl)
- 2000: Politiker und die Zweitwohnungssteuer
- 2000: Die Kohl-Rolle
- 2003: Reach for the Stars (Kurzfilmkomödie) als Katja
- 2010: Das Märchen von der Chancengleichheit
- 2011: Die Nacht der politischen Magazine
- 2011: Das Lügenfernsehen
- 2011: Die Biolüge
- 2012: Energiewende: Größenwahn statt Megaplan
- 2013: Unter Lehrern[29]
- 2016: Samira (Kurzfilm) als Journalistin
- 2020: Kroymann (Satiresendung, 1 Folge)

## Publikationen (Auswahl)
- Pech gehabt. Versendet sich. In: Stephan Weichert (Hrsg.): Wozu noch Journalismus? Wie das Internet einen Beruf verändert. Vandenhoeck & Ruprecht, Göttingen 2010, ISBN 978-3-525-30004-6, S. 153 ff.
- Die Unbequemen. Wie Panorama die Republik verändert hat. Redline-Verlag, München 2011, ISBN 978-3-86881-306-7.
- als Herausgeberin: Und das ist erst der Anfang. Deutschland und die Flüchtlinge. Rowohlt Polaris, Reinbek bei Hamburg 2015, ISBN 978-3-499-63184-9.
- Haltung zeigen! Rowohlt, Reinbek bei Hamburg 2018, ISBN 978-3-499-63424-6.